# مقدونی‌ها (گروه قومی)
مقدونی‌ها (مقدونی: Македонци) یک گروه قومی اسلاو جنوبی بومی منطقه مقدونیه در جنوب شرقی اروپا هستند. آن‌ها به زبان مقدونی که یک زبان اسلاوی جنوبی است سخن می‌گویند. حدود دو سوم مقدونی‌ها در کشور مقدونیه شمالی زندگی می‌کنند.